# Еерстедивізі
Еерсте Дивізі (нід. Eerste Divisie – укр. Перший дивізіон) — друга за ієрархією футбольна ліга у Нідерландах, заснована 1956 року. Маркетингова назва Еерсте Дівізі — Ліга Жупіле (Jupiler League) є аналогічною до назви вищого дивізіону чемпіонату Бельгії, оскільки титульним спонсором обох ліг виступає бельгійська пивна торговельна марка Jupiler.

## Формат змагань
Участь у змаганнях Еерсте Дівізі беруть 18 команд, які протягом сезону грають одна з одною по два матчі — один на домашньому стадіоні та один на виїзді. Сезон зазвичай розпочинається у серпні. До зимової перерви, що припадає на період святкування Різдва та Нового Року, відбуваються матчі першого кола змагань та іноді декілька перших турів другого кола.

## Вибуття та підвищення у класі
Еерсте Дівізі пов'язана відносинами вибуття та підвищення у класі з вищою лігою нідерландського футболу Ередивізі. Переможець Еерсте Дівізі автоматично підвищується у класі та наступного сезону розпочинає змагання у вищій лізі, а його місце в Еерсте Дівізі займає команда, що посіла останнє, 18-те місце в Ередивізі. Крім того, шанс на підвищення у класі мають ще 6 команд першої ліги, які разом з командами, що зайняли 16-те та 17-те місця у вищій лізі, беруть участь у мінітурнірі Накомпетіті (нід. Nacompetitie), двоє переможців якого наступного сезону також отримують місце у вищій лізі.
До 1971 року у Нідерландах існувала професійна футбольна ліга третього рівня ієрархії Твееде Дівізі (нід. Tweede Divisie, тобто Друга ліга), яка була пов'язана відносинами вибуття і підвищення у класі з Еерсте Дівізі. Після скасування Твееде Дівізі в сезоні 1971—72 Еерсте Дівізі протягом довгого періоду часу залишалася найнижчою професійною лігою футбольного чемпіонату Нідерландів, пониження у класі для клубів-учасників Еерсте Дівізі не передбачалося. Команда полишала лігу лише у випадку банкрутства та/або позбавлення професійного статусу. Аматорські клуби могли потрапити до Еерсте Дівізі шляхом отримання професійної ліцензії, тобто через адміністративну процедуру.
2009 року було прийняте остаточне рішення про впровадження механізму переходу аматорських футбольних клубів Нідерландів на професійний рівень шляхом створення перехідної ліги, яка отримала назву Топкласе (нід. Topklasse). Участі у першому сезоні Топкласе, який відбудеться протягом 2010—2011 років, візьмуть 30 найкращих команд з аматорських ліг країни, а також професійні команди з Еерсте Дівізі, що займуть два останні місця в сезоні 2009—2010. Загальна кількість команд в Еерсте Дівізі таким чином буде зменшена до 18. Надалі найкращим командам перехідної ліги буде надаватися можливість за бажанням отримувати підвищення у класі та переходити до першої ліги.